# 科韦哈
科韦哈，是西班牙卡斯蒂利亚-拉曼恰托莱多省的一个市镇。总面积18平方公里，总人口1867人（2001年），人口密度104人/平方公里。